# روتگن
روتگن (به آلمانی: Roetgen) یک شهر در آلمان است که در آخن واقع شده‌است. روتگن ۸٬۱۸۶ نفر جمعیت دارد.